# Break syndical
Albums de Les Cowboys Fringants
Motel Capri
(2000) Attache ta tuque !
(2003)
Break syndical est un album des Cowboys fringants, sorti en 2002,,. L'album a été récompensé par le Prix Félix de l'album alternatif de l'année en 2002.
Fréquemment cité comme l'album ayant propulsé les Cowboys Fringants vers une reconnaissance critique et populaire, Break syndical figure régulièrement dans les classements des meilleurs albums québécois des années 2000,,,,. Il est certifié or (50 000 albums vendus).

## Liste des titres
| 1.    | En berne                                    | J.-F. Pauzé               | 4:08 |
| 2.    | La tête à Papineau                          | J.-F. Pauzé, M.-A. Lépine | 4:30 |
| 3.    | Toune d'automne                             | J.-F. Pauzé, M.-A. Lépine | 3:34 |
| 4.    | Heavy metal                                 | J.-F. Pauzé               | 3:40 |
| 5.    | La manifestation                            | J.-F. Pauzé               | 3:21 |
| 6.    | Break syndical                              | M.-A. Lépine, D. Lebeau   | 2:45 |
| 7.    | L'hiver approche                            | J.-F. Pauzé, M.-A. Lépine | 5:23 |
| 8.    | À' polyvalente                              | J.-F. Pauzé               | 1:12 |
| 9.    | La noce                                     | J.-F. Pauzé               | 3:56 |
| 10.   | Quand je r'garde                            | M.-A. Lépine              | 1:52 |
| 11.   | Salut mon Ron                               | J.-F. Pauzé               | 4:00 |
| 12.   | Mon chum Rémi                               | J.-F. Pauzé               | 4:05 |
| 13.   | Joyeux Calvaire!                            | J.-F. Pauzé, M.-A. Lépine | 3:17 |
| 14.   | Ruelle laurier (suivie par la Toune cachée) | K. Tremblay               | 4:47 |
| 50:30 |                                             |                           |      |

## Membres du groupe
- Karl Tremblay: Chant, chœurs
- Jean-François Pauzé: Guitare électrique, acoustique, classique, harmonica, chant, chœurs
- Marie-Annick Lépine: Piano, claviers, accordéon, bandonéon métallophone, flûte traversière, flûte à bec, violon, violoncelle, mandoline, banjo, percussions, chant, chœurs
- Jérôme Dupras Basse, chœurs
- Dominique Lebeau: Batterie, ocarina, xylophone

## Réception critique
L'album est bien reçu par les critiques. Eric Parazelli du magazine culturel Voir en fait une des premières critiques, notant que l'album « démontre une plus grande maturité et un côté sombre qu’on ne leur connaissait que sporadiquement ».
De nombreux journaux en font des éléments centraux de leurs rétrospectives musicales de l'année 2002. Alexandre Vigneault du quotidien La Presse caractérise l'album par sa capacité à unir différentes franges de la jeunesse québécoise, notant au passage que « [m]ême quand ils chantent des niaiseries, les Cowboys Fringants soignent leurs textes. Détournant son regard de ses petits bobos personnels, Jean-François pose un regard lucide, ironique et ludique sur le monde. Maniant le joual, le sarcasme et l’humour franc comme Plume Latraverse et le commentaire politique comme Dédé Fortin, il pond des textes baveux qui sont de véritables encyclopédies de la culture populaire québécoise. »

Le quotidien Le Devoir sélectionne Break Syndical comme meilleur album de l'année. Tel que ceux-ci le décrivent: 
Discours pleinement maîtrisé, dénonciations frappant juste et pénétrant profond, portraits de société d'une rare justesse dans le détail, adéquation presque toujours justifiée entre fond et forme, on a là ce qu'on espérait d'un groupe de party depuis la mort de Dédé Fortin et la fin des Colocs: des p’tits malins qui aiment défriser leur prochain, mais qui sont aussi capables d'être atteints par le sort d’autrui et d’atteindre en retour le plus grand nombre.

## Thèmes de l'album
(octobre 2023).
- Si vous ne connaissez pas le sujet, laissez ce bandeau (vous pouvez alors contacter les auteurs).
- Si vous supprimez le contenu mis en cause (vous pouvez préalablement contacter les auteurs),

argumentez précisément cette suppression dans la page de discussion
(un manque de référence n'est pas un argument ; une recherche réelle de référence doit avoir été effectuée, être formellement documentée).

### Critiques sociales
Break syndical marque le début de l'écriture de chansons plus engagées et radicales politiquement, s'attaquant à de nombreux thèmes qui suivront le groupe lors du reste de leur carrière: l'environnement, la pauvreté, la surconsommation, l'emprise des corporations, de l'état-croupier, du cynisme gouvernemental ou encore de l'apathie générale à l'égard de la politique.

#### En berne
Dans la chanson En berne, le groupe dénonce l'inactivité gouvernementale et l'apathie de la population québécoise face à l'augmentation d'injustices sociales, la perte de popularité du mouvement souverainiste, ainsi que la passivité collective face à la crise environnementale: « Si c'est ça l'Québec moderne, ben moi j'mets mon drapeau en berne, et j'emmerde tous les bouffons qui nous gouvernent! Si t'es content de ce pays, ben ça mon homme c'est ton avis, tu dois être le PDG d'une compagnie. »

#### La manifestation
Cette chanson décrit, sur fond d'humour et de satire, les clichés et contradictions de certaines manifestations politiques: « Il y avait tous les clichés de l'époque des granolas: des chemises en macramé, aux filles poilues en d'ssous des bras. V'nant en grande majorité du Cégep du vieux Montréal, tous là pour manifester contre les multinationales ».

#### L'Hiver approche
Sur un ton autobiographique, le groupe fait des parallèles entre le début de l'hiver et une période de pauvreté accrue, tout en posant une critique du système capitaliste et de la surconsommation: « Attache ta tuque avec d'la broche, Chérie, l'hiver va être tough c't'année. C'est fini le temps des brioches, on mange d'la misère pour souper »; «J'loue ma vie à un employeur à coup d'journées pis d'gouttes de sueur. Quand j'pense qu'on fait tout' la putain, pour pouvoir s'payer des cossins. Et s'rendre compte qu'un p'tit rien tout neuf, ça rend pas le coeur plus joyeux. » Marie-Annick Lépine explique que cette chanson est inspirée de la précarité financière de Jean-François Pauzé, notamment du fait que les paiements de factures importantes arrivaient fréquemment en septembre, au début de l'hiver.

#### Joyeux calvaire!
Dans Joyeux calvaire!, le groupe aborde des thèmes de pauvreté et de misère sous un rythme musical entrainant: « C'est l'histoire de Loulou Lapierre, une p'tite mère ben ordinaire qui travaille à temps partiel comme femme de chambre dans un hôtel. Elle endure dans son p'tit deuxième, la vie triste d'un H.L.M et des matinées toujours blèmes. »

### Nostalgie

#### Toune d'automne
C'est la chanson Toune d'automne qui a essentiellement permis au groupe d'acquérir une popularité populaire et commerciale. Les radios commerciales, réticentes de jouer les chansons provocatrices des Cowboys fringants, vont finalement s'avouer vaincues après des demandes incessantes de leurs fans.
Cette balade décrit la relation entre le chanteur et sa sœur en voyage dans l'ouest canadien. Le groupe s'amuse fréquemment à changer les paroles de la chanson pour plaire à un public souverainiste, en remplaçant notamment les paroles de « Jure-moi donc que c'fois là tu restes à' maison... pour de bon » par « Jure-moi donc que t'es pas devenu fédéraliste ... ma p'tite criss. » 
En 2023, la SOCAN classifie Toune d'automne comme un « classique de la SOCAN », honneur remis aux chansons ayant « dépassé le cap des 25 000 exécutions à la radio sur une période d’au moins 20 ans. »

### Humour

#### Salut mon Ron!
Dans cette chanson, le groupe chante, avec humour, leur amour pour le chroniqueur sportif Ron Fournier. Il s'agit d'un retour aux sources pour le groupe qui avait habitude de produire davantage de chansons comiques et satiriques dans leurs albums précédents.

#### La toune cachée
Suivant une longue pause silencieuse après Ruelle Laurier, la dernière chanson de l'album, le groupe ajoute une petite pièce surprise à connotation humoristique. Tel que l'on peut l'entendre, « On s' sentait cheap de vendre un disque qui dure 32 minutes 26. Mais pour vous donner l'impression qu'il en fait 3/4 d'heure de long, on a laissé un très grand trou, pis sacré une p'tite toune au bout, qui s' trouve à être n'importe quoi. » Le groupe reprendra la chanson lors de plusieurs prestations, souvent en clôture de spectacle.